# Hilary & Jackie
Hilary & Jackie (originaltitel Hilary and Jackie) är en brittisk dramafilm från 1998 i regi av Anand Tucker. Manuset är skrivet av Frank Cottrell Boyce och bygger på biografin A Genius in the Family skriven av Piers och Hilary du Pré och skildrar deras syster Jacqueline du Prés liv. Rollen som Jacqueline du Pré spelas av Emily Watson och Hilary du Pré porträtteras av Rachel Griffiths.
Filmen kritiserades för att inte skildra du Pré på ett korrekt och rättvisande sätt.
Vid Oscarsgalan 1999 nominerades Emily Watson i kategorin Bästa kvinnliga huvudroll och Rachel Griffiths nominerades för Bästa kvinnliga biroll.

## Rollista
| Emily Watson       | – Jacqueline du Pré   |
| Rachel Griffiths   | – Hilary du Pré       |
| James Frain        | – Daniel Barenboim    |
| David Morrissey    | – Christopher Finzi   |
| Charles Dance      | – Derek du Pré        |
| Celia Imrie        | – Iris du Pré         |
| Rupert Penry-Jones | – Piers du Pré        |
| Bill Paterson      | – William Pleeth      |
| Auriol Evans       | – Jackie som ung      |
| Keeley Flanders    | – Hilary som ung      |
| Nyree Dawn Porter  | – Dame Margot Fonteyn |
| Vernon Dobtcheff   | – Professor Bentley   |
| Helen Rowe         | – Instrumentalist     |